# Battaglia di Degsastan
La battaglia di Degsastan fu combattuta nell'odierna Inghilterra del nord attorno al 603 tra re Æthelfrith di Bernicia e i gaelici guidati da Áedán mac Gabráin, sovrano di Dalriada. Aethelfrith riuscì a vincere, anche se nello scontro fu ucciso il fratello Teodbaldo. In pratica non si conosce nient'altro su questa battaglia, neppure dove sia Degsastan. Alcuni pensano però che sia Dawstane, nel Liddesdale.

Secondo l'Historia Ecclesiastica Gentis Anglorum di san Beda il Venerabile (I, 34), Aethelfrith aveva già ottenuto molte vittorie contro i britanni, espandendo così il suo territorio e il suo potere. Ciò preoccupava non poco Áedán, che condusse quindi una potente armata contro Aethelfrith. Sebbene costui avesse a sua disposizione un esercito numericamente inferiore, tuttavia riuscì a vincere, massacrando gran parte delle truppe nemiche e costringendo Áedán alla fuga. Sempre secondo Beda, dopo questa sconfitta i sovrani irlandesi in Britannia non avrebbero più mosso guerra agli inglesi fino al suo tempo (cioè 130 anni dopo).

Nell'esercito di Áedán c'era anche un berniciano esiliato Hering, figlio dell'ex sovrano di Bernicia (che insieme a Deira era stata unita nella Northumbria da Aethelfrith) Hussa. La sua partecipazione allo scontro è ricordata nella Cronaca anglosassone (manoscritto E, anno 603) e porterebbe a ipotizzare l'esistenza di contrasti e rivalità dinastiche tra i berniciani. Nell'esercito di Áedán c'era anche il principe Máel Umai mac Báetáin, discendente di Eógain, che secondo le fonti irlandesi aveva ucciso Eanfrith, fratello di Aethelfrith.
Nonostante la disfatta Áedán rimase sul trono di Dál Riata fino alla morte (608), quando gli succedette il figlio più giovane, Eochaid Buide. Aethelfrith morì invece in battaglia nel 616. 